# تميم منصور (كاتب)
تميم منصور (1941 - 2021) هو كاتب وناشط سياسي فلسطيني سابق. له العديد من المؤلفات والمقالات الصحافية، وكان عضوًا في عدد من الأحزاب السياسة.

## نشأته
ولد تميم محمود منصور في قرية الطيرة المثلث في فلسطين الانتدابية العام 1941م. أنهى مرحلة الثانوية العام 1965م، والتحق بمعهد إعداد المعلمين في مدينة يافا حيث لمس هناك للمرة الأولى سياسات العنصرية والتمييز التي عانى منها فلسطينيو الداخل خاصة في تلك الفترة وهي فترة الحكم العسكري الذي فرض على فلسطينيي الداخل منذ النكبة عام 1948م. بعد أن أنهى دراسته في معهد المعلمين، بدأ العمل بمهنة التدريس فعمل كمعلم في العديد من المدارس العربية في الجليل والمثلث منها: عرب الشبلي، كفر كنا، كفر مصر، جسر الزرقاء وكفر قاسم.
في العام 1972م التحق تميم بجامعة تل ابيب لدراسة اللقب الأول بموضوع تاريخ الشرق الأوسط الحديث وتاريخ فلسطين، ثم بدأ بإكمال الدراسة للقب ثاني في نفس الجامعة العام 1978م بموضوع تاريخ الشعب اليهودي والحضارة الإسلامية وحصل على الماجستير العام 1981م كما حصل على شهادة تدريس من كلية بيت بيرل في العام نفسه. ومنذ العام 1980م بدأ التدريس في مدرسة الطيرة الثانوية واستمر في مهنة التعليم حتى خروجه للتقاعد العام 2004م.
يذكر أن الكاتب تميم منصور متزوج من الأديبة شوقية عروق منصور.

## نشاطه السياسي
انخرط تميم منصور بالعمل السياسي والوطني منذ شبابه في مختلف الأطر التي كانت متوفرة حينها. في العام 1984م كانت ذروة العمل السياسي بالنسبة إليه إذ ساهم في إقامة وتأسيس «الحركة التقدمية» كأول إطار عربي قومي فلسطيني في الداخل الفلسطيني المحتل كما ساهم بإنشاء «صحيفة الوطن» التي كانت تصدر عن الحركة نفسها، وكانت له عشرات المقالات في الصحيفة. 
في العام 1991م شارك مع وفد الحركة التقدمية في مؤتمر الجمعيات غير الحكومية لمناصرة الشعب الفلسطيني في مدينة جنيف في سويسرا. وفي العام 1993م خاضت الحركة التقدمية تجربة انتخابات الكنيست الإسرائيلي وكان تميم المرشح الثاني في قائمة الحركة التي لم تجتز نسبة الحسم وقتها. إضافة إلى ذلك، كان تميم من المؤسسين لحزب التجمع الوطني الديمقراطي العام 1996م وشغل منذها منصب عضو في المكتب السياسي للحزب حتى استقالته العام 2008م. 
على المستوى الفكري والأيديولوجي كان تميم ناصريًا اذ كان من أشد المعجبين والمتأثرين بالرئيس المصري الراحل جمال عبد الناصر، وكانت له علاقات مع مواقع إلكترونية ناصرية، وكتب فيها العديد من المقالات التي ترجمت إلى عدة لغات مثل: العبرية، الإنكليزية والتركية. إلى جانب ذلك، كتب مئات المقالات في جميع الصحف المحلية منها: «الوطن»، «الصنارة»، «كل العرب»، «فصل المقال»، «الأهالي»، «بانوراما»، «القبس»، «المسار»، «الاتحاد» وغيرها.

## مؤلفاته
قام تميم بكتابة وتأليف عدد من الكتب التي تناولت شؤونًا سياسية، تاريخية، قومية ووطنية مختلفة إضافة إلى كتابته مقالات صحافية والكترونية:
- الأمس لا يموت (2000): سيرة ذاتية، كتب فيه عن حياته ومسيرته.
- جمرات داخل رماد الأيام (2009).
- الحاضر الذي مضى (2010).
- أيام فلسطينية (2011)[10]
- مذكرات معلم (2015).
- الانقلابات العسكرية داخل الأقطار العربية (2017).
- العرب بين الوحدة والانفصال (2018).
- التاريخ يكتبه المنتصرون (2022): تم إصداره بعد وفاة الكاتب بعام[4]
- حكايات زمن الحكم العسكري (2022): تم إصداره بعد وفاة الكاتب بعام

## جوائز
كُرّم الكاتب والباحث تميم منصور من عدة نوادٍ وجمعيات ثقافية مختلفة منها: جمعية الثقافة في مدينة الطيبة، ورابطة المتقاعدين في مدينة الطيرة، ونادي حيفا الثقافي.

## وفاته
توفي الكاتب تميم منصور بتاريخ 24 أيلول 2021م عن عمر ناهز الثمانين عاما إثر نوبة قلبية. وقد نعته عدة شخصيات وجهات محلية مختلفة بما فيها حزب التجمع، وشيع جثمانه إلى مثواه الأخير بعد مسيرة تعليمية، سياسية ووطنية حافلة.